# 別所守治
別所 守治（べっしょ もりはる、生年不明 - 元禄10年4月29日（1697年6月17日））は、江戸時代の旗本。但馬国八木藩主別所吉治の長男。初名は友治。通称は軍平、大蔵。養子に別所頼治。
父の吉治は初め豊臣秀吉に仕えた武将であり、文禄の役、伏見城築城などに当たった。慶長5年（1600年）の関ヶ原の戦いでは西軍に属したが所領は安堵され、慶長20年（1615年）の大坂の陣の戦功により丹波国内に5000石を加増されて石高は2万石となるが、寛永5年（1628年）に仮病で参勤を怠ったことなどから、改易された。
守治も父に連座したが、慶安元年（1648年）に赦免され、のち千俵を与えられた。延宝2年（1674年）に致仕し、家督を養子の頼治に譲った。元禄10年（1697年）死去。法名は貞洽。墓所は東京都世田谷区の極楽寺称往院（当時は浅草に所在した）。
子孫は7百石の旗本として存続した。